# David Allan
David Allan (Alloa, 13 de fevereiro de 1744 — Edimburgo, 6 de agosto de 1796) foi um pintor e ilustrador escocês, mais conhecido por seus temas históricos e representações de cenas ou eventos da vida cotidiana.

## Biografia
Allan nasceu em Alloa na região central da Escócia. Ao sair da academia de pintura Foulis, em Glasgow (1762), após sete anos de estudos, obteve o patrocínio de Lorde Cathcart e de Erskine de Mar, em cuja propriedade ele tinha nascido. Erskine fez o possível para que ele viajasse para Roma (1764), onde permaneceu até 1777, estudando com Gavin Hamilton e copiando os velhos mestres.
Em 1771, ele enviou duas pinturas históricas, Pompeu, o Grande, depois de sua Derrota e Cleópatra chorando pelas cinzas de Marco Antônio (ambas agora perdidas) para a exposição da Academia Real Inglesa em Londres. Em 1773, ainda em Roma, seu Adeus de Heitor, de Andrômaca, ganhou a medalha de ouro da Academia de São Lucas.

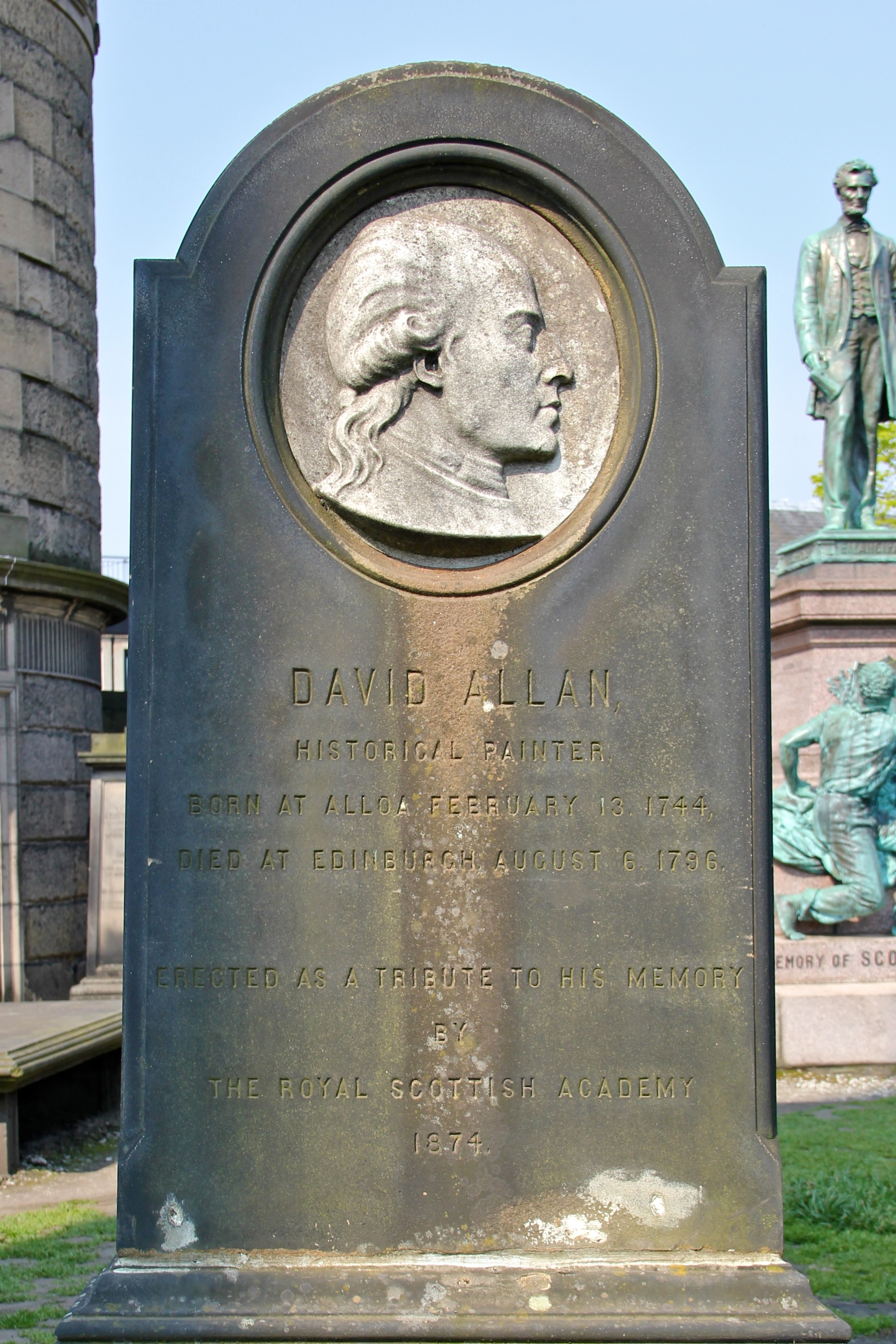
A lápide no túmulo de David Allan em Edimburgo

Entre as obras originais que ele pintou, estava a "Origem do Retrato", atualmente na Galeria Nacional em Edimburgo, representando uma criada coríntia desenhando a sombra de seu amado, bem conhecida pelas excelentes gravuras de Domenico Cunego. Isso lhe rendeu a medalha de ouro concedida pela Academia de São Lucas no ano de 1773 para o melhor exemplar de composição histórica. Enquanto esteve na Itália, ele também visitou o Reino de Nápoles, onde foi bem recebido pelo irmão de Lorde Cathcart, William Hamilton, embaixador britânico. Allan fez muitos desenhos do cotidiano nas ruas de Roma e Nápoles.
Retornando de Roma em 1777, viveu por um tempo em Londres e ocupou-se com a pintura de retratos. Em 1780, mudou-se para Edimburgo, onde, com a morte de Alexander Runciman, em 1786, foi nomeado diretor e mestre da Academia de Artes. Morou no Writers Court, próximo ao City Chambers. Lá pintou e gravou em água-tinta uma variedade de trabalhos, incluindo aquelas pelas quais ele é mais conhecido, como o "Casamento Escocês", "Dança das Terras Altas", "Banco do Arrependimento" e suas "Ilustrações do Pastor Gentil" (baseado no poema de Allan Ramsay, O Pastor Gentil). Ele às vezes era chamado de "Hogarth escocês", embora não tivesse as qualidades satíricas de Hogarth. Entre seus alunos estava Alexander Carse, cujos primeiros trabalhos incluem a influência de Allen. Ele também produziu ilustrações para uma versão dos poemas ossiânicos de James Macpherson.
Nos seus últimos anos de vida, ele morou no Head of Dicksons Close, na Royal Mile, a leste da Tron Kirk.
Ele morreu em Edimburgo e seu túmulo pode ser visitado no Antigo cemitério de Calton na cidade. Uma lápide, que apresenta um retrato em relevo, foi paga e erguida pela Academia Real Escocesa.